# Omargadży Magomiedow
Omargadży Abdułgadżyjewicz Magomiedow (ros. Омаргаджи Абдулгаджиевич Магомедов; błr. Амаргаджы Абдулгаджыевіч Магамедаў, Amarhadży Abdułhadżyjewicz Mahamiedau; ur. 12 kwietnia 1990 w Machaczkale) – rosyjski i białoruski zapaśnik startujący w stylu wolnym. Olimpijczyk z Rio de Janeiro 2016, gdzie zajął dziewiąte miejsce w kategorii 86 kg.

## Kariera sportowa
Piąty na mistrzostwach świata w 2021. Brązowy medalista mistrzostw Europy w 2020. Trzynasty na Uniwersjadzie w 2013. Czwarty w Pucharze Świata w 2012; piąty w 2015; dziesiąty w 2010 i 2013 roku.